# Poço de José de Moura
Poço de José de Moura là một đô thị thuộc bang Paraíba, Brasil. Đô thị này có diện tích 97,888 km², dân số năm 2007 là 3944 người, mật độ 31,5 người/km².